# Rafah (Egitto)
Rafah (in arabo رفح, in egizio Rapia) è una città dell'Egitto al confine con Rafah nella striscia di Gaza.
La città è abitata da arabi, beduini e da forte minoranza di profughi palestinesi.

## Economia
Rafah si trova in una zona di clima mediterraneo e l'agricoltura è fiorente, infatti vengono coltivate pesche, olive, datteri, uva, fragole e peperoncino.
È forte anche il commercio di armi di contrabbando dirette nella striscia di Gaza che vengono trasportate nella striscia tramite circa 1200 tunnel sotterranei.

## Moneta
L'unica moneta a corso legale è la lira egiziana, ma è molto usato anche il nuovo siclo israeliano ed anche il dollaro americano, infatti i negozi della cittadina hanno messo in due o tre valute i prodotti venduti.